# Chlum, Třebíč
Chlum là một làng thuộc huyện Třebíč, vùng Vysočina, Cộng hòa Séc.